# Daouda Weidmann
Daouda Weidmann (Parijs, 4 mei 2003) is een Frans-Ivoriaans voetballer die als middenvelder speelt. Hij komt uit voor RKC Waalwijk.

## Clubcarrière
Weidmann speelde in de jeugd van de Parijse clubs Red Star, Paris FC en Paris Saint-Germain. Met PSG speelde hij onder andere in de UEFA Youth League, waaronder tegen Manchester City. Het kwam echter nooit tot een seniorendebuut. Medio 2022 verkaste Weidmann naar de jeugdopleiding van het Italiaanse Torino FC. Ook hier speelde hij nooit een wedstrijd voor de senioren.
In de zomer van 2023 werd Weidmann verhuurd aan RKC Waalwijk, met een optie tot koop. Hij debuteerde op 7 oktober 2023 in de Eredivisie tegen Almere City FC (0-1). Hij kwam in de laatste minuten in de ploeg voor Godfried Roemeratoe. Hij kwam drie keer in actie voor RKC en de optie tot koop werd gelicht. Op 9 november 2024  tegen N.E.C. pakte Weidmann in één minuut twee gele kaarten en werd geschorst. Hij zat zijn schorsing uit, maar er kwam geen rentree; Weidmann kampte met een blessure.

## Statistieken
| Seizoen | Club           | Competitie | Competitie | Competitie | Beker | Beker | Overig | Overig | Totaal | Totaal |
| Seizoen | Club           | Competitie | Wed.       | Dlp.       | Wed.  | Dlp.  | Dlp.   | Dlp.   | Wed.   | Dlp.   |
| ------- | -------------- | ---------- | ---------- | ---------- | ----- | ----- | ------ | ------ | ------ | ------ |
| 2023/24 | → RKC Waalwijk | Eredivisie | 3          | 0          | 1     | 0     | 0      | 0      | 4      | 0      |
| 2024/25 | RKC Waalwijk   | Eredivisie | 12         | 0          | 1     | 0     | 0      | 0      | 13     | 0      |
| Totaal  | Totaal         | Totaal     | 15         | 0          | 2     | 0     | 0      | 0      | 17     | 0      |

Bijgewerkt op 16 juni 2025.